# Tomaspis laterinotata
Tomaspis laterinotata är en insektsart som beskrevs av Fowler 1897. Tomaspis laterinotata ingår i släktet Tomaspis och familjen spottstritar. Inga underarter finns listade i Catalogue of Life.